# Доля (Донецкая область)
Доля (укр. Доля) — посёлок в Волновахском районе Донецкой области Украины. С 2014 года находится под контролем самопровозглашённой Донецкой Народной Республики.

## География

#### Соседние населённые пункты по странам света
С, СВ: город Донецк
СЗ: Луганское, Кременец
З: —
В: Марьяновка
ЮЗ: Сигнальное, Оленовка, Новониколаевка
ЮВ: Андреевка, Любовка, Червоное
Ю: Петровское, Малиновое, Молодёжное

## Население
Население по переписи 2001 года составляло 344 человека.

## Общие сведения
Почтовый индекс — 85710. Телефонный код — 6244. Код КОАТУУ — 1421580802.

## Местный совет
85711, Донецкая область, Волновахский р-н, с. Андреевка, ул. Ленина, д.25.